# Lajeosa (Sabugal)
Lajeosa (auch Lageosa oder Lageosa da Raia) ist eine ehemalige Gemeinde (Freguesia) im portugiesischen Kreis (Concelho) von Sabugal. In ihr leben 225 Einwohner (Stand 30. Juni 2011).
Im Zuge der administrativen Neuordnung zum 29. September 2013 wurde Lajeosa mit Forcalhos zur neuen Gemeinde União das Freguesias de Lajeosa e Forcalhos zusammengefasst.

## Söhne und Töchter der Gemeinde
- José Francisco Sanches Alves (* 1941), Erzbischof von Évora